# IHL 1992/93
Die Saison 1992/93 war die 48. reguläre Saison der International Hockey League. Während der regulären Saison bestritten die zwölf Teams jeweils 82 Spiele. In den Play-offs setzten sich die Fort Wayne Komets durch und gewannen den vierten Turner Cup in ihrer Vereinsgeschichte.

## Teamänderungen
Folgende Änderungen wurden vor Beginn der Saison vorgenommen:
- Die Atlanta Knights wurden als Expansionsteam in die Liga aufgenommen.
- Die Cincinnati Cyclones aus der East Coast Hockey League wurden als Expansionsteam in die Liga aufgenommen.
- Die Muskegon Lumberjacks wurden nach Cleveland, Ohio, umgesiedelt und änderten ihren Namen in Cleveland Lumberjacks.

## Reguläre Saison

### Abschlusstabelle
Abkürzungen: GP = Spiele, W = Siege, L = Niederlagen, T = Unentschieden, OTL = Niederlage nach Overtime, GF = Erzielte Tore, GA = Gegentore, Pts = Punkte
| Atlantic              | GP | W  | L  | T | OTL | GF  | GA  | Pts |
| --------------------- | -- | -- | -- | - | --- | --- | --- | --- |
| Atlanta Knights       | 82 | 52 | 23 | 0 | 7   | 333 | 291 | 111 |
| Cleveland Lumberjacks | 82 | 39 | 34 | 0 | 9   | 329 | 330 | 87  |
| Cincinnati Cyclones   | 82 | 27 | 48 | 0 | 7   | 305 | 364 | 61  |

| Central           | GP | W  | L  | T | OTL | GF  | GA  | Pts |
| ----------------- | -- | -- | -- | - | --- | --- | --- | --- |
| Fort Wayne Komets | 82 | 49 | 27 | 0 | 6   | 339 | 294 | 104 |
| Indianapolis Ice  | 82 | 34 | 39 | 0 | 9   | 324 | 347 | 77  |
| Kalamazoo Wings   | 82 | 29 | 42 | 0 | 11  | 291 | 367 | 69  |

| Midwest            | GP | W  | L  | T | OTL | GF  | GA  | Pts |
| ------------------ | -- | -- | -- | - | --- | --- | --- | --- |
| Milwaukee Admirals | 82 | 49 | 23 | 0 | 10  | 329 | 280 | 108 |
| Kansas City Blades | 82 | 46 | 26 | 0 | 10  | 318 | 288 | 102 |
| Peoria Rivermen    | 82 | 41 | 33 | 0 | 8   | 297 | 307 | 90  |

| Pacific                 | GP | W  | L  | T | OTL | GF  | GA  | Pts |
| ----------------------- | -- | -- | -- | - | --- | --- | --- | --- |
| San Diego Gulls         | 82 | 62 | 12 | 0 | 8   | 381 | 229 | 132 |
| Salt Lake Golden Eagles | 82 | 38 | 39 | 0 | 5   | 269 | 305 | 81  |
| Phoenix Roadrunners     | 82 | 26 | 50 | 0 | 6   | 248 | 361 | 58  |

## Turner-Cup-Playoffs
| Turner-Cup-Viertelfinale | Turner-Cup-Viertelfinale | Turner-Cup-Viertelfinale |    |                    | Turner-Cup-Halbfinale | Turner-Cup-Halbfinale | Turner-Cup-Halbfinale |  |  | Turner-Cup-Finale | Turner-Cup-Finale | Turner-Cup-Finale |
|                          |                          |                          |    |                    |                       |                       |                       |  |  |                   |                   |                   |
| P1                       | San Diego Gulls          | 4                        |    |                    |                       |                       |                       |  |  |                   |                   |                   |
| M3                       | Peoria Rivermen          | 0                        |    |                    |                       |                       |                       |  |  |                   |                   |                   |
| M3                       | Peoria Rivermen          | 0                        | P1 | San Diego Gulls    | 4                     |                       |                       |  |  |                   |                   |                   |
|                          |                          |                          | P1 | San Diego Gulls    | 4                     |                       |                       |  |  |                   |                   |                   |
|                          | M2                       | Kansas City Blades       | 2  |                    |                       |                       |                       |  |  |                   |                   |                   |
| M1                       | M2                       | Kansas City Blades       | 2  | Milwaukee Admirals | 2                     |                       |                       |  |  |                   |                   |                   |
| M1                       |                          |                          |    | Milwaukee Admirals | 2                     |                       |                       |  |  |                   |                   |                   |
| M2                       | Kansas City Blades       | 4                        |    |                    |                       |                       |                       |  |  |                   |                   |                   |
| M2                       | Kansas City Blades       | 4                        | P1 | San Diego Gulls    | 0                     |                       |                       |  |  |                   |                   |                   |
|                          |                          |                          |    | San Diego Gulls    | 0                     |                       |                       |  |  |                   |                   |                   |
|                          | C1                       | Fort Wayne Komets        | 4  |                    |                       |                       |                       |  |  |                   |                   |                   |
| C1                       | C1                       | Fort Wayne Komets        | 4  | Fort Wayne Komets  | 4                     |                       |                       |  |  |                   |                   |                   |
| C1                       |                          |                          |    | Fort Wayne Komets  | 4                     |                       |                       |  |  |                   |                   |                   |
| A2                       | Cleveland Lumberjacks    | 0                        |    |                    |                       |                       |                       |  |  |                   |                   |                   |
| A2                       | Cleveland Lumberjacks    | 0                        | C1 | Fort Wayne Komets  | 4                     |                       |                       |  |  |                   |                   |                   |
|                          |                          |                          | C1 | Fort Wayne Komets  | 4                     |                       |                       |  |  |                   |                   |                   |
|                          | A1                       | Atlanta Knights          | 0  |                    |                       |                       |                       |  |  |                   |                   |                   |
| A1                       | A1                       | Atlanta Knights          | 0  | Atlanta Knights    | 4                     |                       |                       |  |  |                   |                   |                   |
| A1                       |                          |                          |    | Atlanta Knights    | 4                     |                       |                       |  |  |                   |                   |                   |
| C2                       | Indianapolis Ice         | 1                        |    |                    |                       |                       |                       |  |  |                   |                   |                   |

## Vergebene Trophäen

### Mannschaftstrophäen
| Auszeichnung                                          | Team              |
| ----------------------------------------------------- | ----------------- |
| Turner Cup Gewinner der IHL-Playoffs                  | Fort Wayne Komets |
| Fred A. Huber Trophy Bestes Team der regulären Saison | San Diego Gulls   |

### Individuelle Trophäen
| Auszeichnung                                                                     | Spieler             | Team                  |
| -------------------------------------------------------------------------------- | ------------------- | --------------------- |
| James Gatschene Memorial Trophy MVP der regulären Saison                         | Tony Hrkac          | Indianapolis Ice      |
| Leo P. Lamoureux Memorial Trophy Bester Scorer                                   | Tony Hrkac          | Indianapolis Ice      |
| Governor’s Trophy Bester Verteidiger                                             | Bill Houlder        | San Diego Gulls       |
| James Norris Memorial Trophy Torhüter mit den wenigsten Gegentoren               | Rick Knickle        | San Diego Gulls       |
| James Norris Memorial Trophy Torhüter mit den wenigsten Gegentoren               | Clint Malarchuk     | San Diego Gulls       |
| Garry F. Longman Memorial Trophy Bester Rookie                                   | Michail Schtalenkow | Milwaukee Admirals    |
| Ken McKenzie Trophy Bester US-amerikanischer Rookie                              | Mark Beaufait       | Kansas City Blades    |
| Commissioner’s Trophy Bester Trainer                                             | Al Sims             | Fort Wayne Komets     |
| Ironman Award Spieler mit allen Saisoneinsätzen und beständig hohen Leistungen   | Dave Michayluk      | Cleveland Lumberjacks |
| IHL Man of the Year Spieler/Person mit besonderen Engagement in der Gesellschaft | Robbie Nichols      | San Diego Gulls       |
| Norman R. „Bud“ Poile Trophy MVP der Turner-Cup-Playoffs                         | Pokey Reddick       | Fort Wayne Komets     |